# Таунсенд, Роджер, 1-й баронет
Роджер Таунсенд, 1-й баронет (англ. Sir Roger Townshend, 1st Baronet; ок. 1596 — 1 января 1637) — английский землевладелец и политик, который заседал в Палате общин в двух парламентах в 1621—1629 годах.

## Происхождение
Сын сэра сэра Джона Таунсенда (ок. 1568—1603) из Рэйнхема, графство Норфолк, и его жены Энн Бэкон (1573—1622), старшей из трех дочерей сэра Натаниэля Бэкона (ок. 1546—1622) от первой жены, Энн Грешем (ум. 1594), внебрачной дочери сэра Томаса Грешема.
Он был внуком сэра Роджера Таунсенда (ок. 1544—1590) и Джейн Стэнхоуп (ок. 1547—1618), дочери сэра Майкла Стэнхоуп (ум.1552) из Шелфорда в графстве Ноттингемшир, и его жены, Энн Роусон, дочери Николаса Роусона от Авели, Эссекс. После смерти сэра Роджера Таунсенда (умер в 1590), его вдова Джейн, вышла замуж во второй раз за Генри Беркли, 7-го барона Беркли. Она умерла в своем доме в Барбикане 3 января 1618 года, оставив завещание, датированное 20 июля 1617 года, которое было подтверждено её внуком, сэром Роджером Таунсендом, 1-м баронетом, 10 марта 1618 года.

## Карьера
Роджер Таунсенд унаследовал поместье Рейнхэм, когда его отец, сэр Джон Таунсенд, умер 2 августа 1603 года от раны, полученной на дуэли с родственником, сэром Мэтью Брауном.
16 апреля 1617 года ему был пожалован титул 1-го баронета из Рейнхэма в графстве Норфолк. Он начал строительство семейного поместья Рейнхэм-Холл по проекту архитектора Иниго Джонса в 1619 году.
В 1621 году Роджер Таунсенд был избран членом парламента от Орфорда. Он был избран депутатом парламента от Норфолка в 1628 году и заседал до 1629 года, когда король Карл решил править без парламента в течение одиннадцати лет. Он был шерифом Норфолка в 1629 году.
Роджера Таунсенда очень уважали за его милосердие и щедрость. Он умер в возрасте 41 года и был похоронен в церкви Ист-Рейнхэма.

## Брак и дети
В 1628 году Роджер Таунсенд женился на Мэри де Вер (1608 — 15 ноября 1669), дочери Горация Вера, 1-го барона Вера из Тилбери. Ему наследовал его старший сын Роджер Таунсенд, 2-й баронет (1628—1648). Его младший сын Горацио унаследовал баронетство в 1648 году, а позже был возведен в звание пэра как виконт Таунсенд. У Роджера Таунсенда и Мэри де Вер было семеро детей:
- Мэри Таунсенд, муж с 1650 года Томас Кру, 2-й барон Кру (ок. 1624—1697)
- Вер Таунсенд, муж с 1660 года Ральф Хэйр, 1-й баронет (? — 1671)
- Джейн Таунсенд, муж — Джон Уиндем
- Энн Таунсенд (? — 1 февраля 1667), жена Уильяма Картрайта
- Эдит Таунсенд
- Сэр Роджер Таунсенд, 2-й баронет (21 декабря 1628—1648), старший сын и преемник отца
- Горацио Таунсенд, 1-й виконт Таунсенд из Рэйнхэма (16 декабря 1630 — 7 декабря 1687)

Его вдова вышла замуж за Милдмэя Фейна, 2-го графа Уэстморленда (1602—1666), 21 июня 1638 года в Хэкни, от брака с которым у неё было семеро детей.